# Pisuerga
Pisuerga je řeka na severu Španělska v autonomním společenství Kastilie a León. Její délka činí 283 km. Povodí má rozlohu 14 000 km².

## Průběh toku
Pramení na jižních svazích Kantaberského pohoří v nadmořské výšce přes 1600 m, převážnou část toku protéká Kastilským pohořím. Ústí zprava do Duera.

## Vodní stav
Průměrný průtok činí přibližně 70 m³/s. Nejvyšší vodnosti dosahuje v zimě a na jaře.

## Využití
Na horním toku leží dvě přehrady, Requejada a Aguilar, které vyrovnávají průtok a zadržují vodu z tání a dešťů v pohoří. Rovnoměrnější průtok a další menší přehrady a jezy podporují využití řeky pro zemědělství níže na jejím toku k zavlažování. Asi 10 km před ústím do Doura na řece leží město Valladolid.